# Joanna Sobiesiak
Joanna Aleksandra Sobiesiak – polska historyk, doktor habilitowany nauk humanistycznych.

## Życiorys
W 1997 r. ukończyła studia historyczne na Uniwersytecie Marii Curie-Skłodowskiej w Lublinie, w 2005 r. obroniła pracę doktorską pt. Bolesław II Przemyślida (+999) - Dynastia i jego państwo, której promotorem był prof. Jacek Banaszkiewicz, w 2016 r. habilitowała się na podstawie pracy zatytułowanej Państwo Przemyślidów w X-XII wieku w kontekście dziejów Rzeszy i krajów sąsiednich.
Pracuje na Uniwersytecie Marii Curie-Skłodowskiej w Lublinie i jest członkiem Komisji Studiów Słowiańskich i Wschodnioeurpejskich, Komitetu Nauk Historycznych PAN.